# Europese weg 842
De Europese weg 842 of E842 is een weg die uitsluitend door Italië loopt en gaat geheel met de A16.
Deze weg van 170 km loopt van Napels (aansluiting E45), via Avellino (aansluiting E841 naar Canosa di Puglia (aansluiting E55).